# Autofagia (psichiatria)
Autofagia è un termine greco che indica l'atto di "mangiare sé stessi" e consiste in una progressiva compulsione a deprivare il proprio corpo di sezioni con l'intenzione di cibarsene.
È una sindrome transnosografica che può manifestarsi in quadri psicotici gravi e/o non trattati. 
L'eziologia è poco chiara, probabilmente in seguito a deliri di natura somatica, e l'epidemiologia registra pochissimi casi, sebbene il fenomeno sia in costante aumento.